# Buffalo Bills 1993
La stagione 1993 dei Buffalo Bills è stata la 24ª della franchigia nella National Football League, la 34ª complessiva. Sotto la direzione del capo-allenatore Marv Levy, la squadra terminò con un record di 12-4, classificandosi prima nella AFC East division. Nei playoff superarò i Los Angeles Raiders e i Kansas City Chiefs, qualificandosi per il quarto Super Bowl consecutivo. Lì fu battuta come l'anno precedente dai Dallas Cowboys. Questa rimase l'ultima stagione fino al 2018 in cui una squadra si qualificò per il Super Bowl dopo averlo perso l'anno precedente.

## Roster
| Roster dei Buffalo Bills nel 1993 |
| --- |
| Quarterback - 7 Gale Gilbert - 12 Jim Kelly - 14 Frank Reich Running Back - 23 Kenneth Davis - 33 Eddie Fuller - 35 Carwell Gardner FB - 34 Thurman Thomas Wide Receiver - 82 Don Beebe - 80 Bill Brooks - 85 Russell Copeland - 81 Brad Lamb - 83 Andre Reed - 89 Steve Tasker - 87 Chris Walsh Tight End - 86 Rob Awalt - 84 Keith McKeller - 88 Pete Metzelaars - 21 Nate Turner Offensive Linemen - 75 Howard Ballard T - 66 Jerry Crafts T - 62 Mike Devlin C - 70 John Fina T - 67 Kent Hull C - 63 Adam Lingner C - 60 Jim Mylinski G - 74 Glenn Parker G - 51 Jim Ritcher G Defensive Linemen - 77 Oliver Barnett DE/DT - 90 Phil Hansen DE - 73 Mike Lodish NT - 99 James Patton NT/DE - 92 John Parrella DT - 94 Mark Pike DE - 78 Bruce Smith DE - 91 Jeff Wright NT Linebacker - 54 Carlton Bailey OLB - 97 Cornelius Bennett ILB - 96 Monty Brown - 50 Keith Goganious - 52 Richard Harvey - 55 Mark Maddox ILB - 53 Marvcus Patton ILB - 56 Darryl Talley OLB Defensive Back - 43 Matt Darby SS - 36 Jerome Henderson CB - 20 Henry Jones SS - 38 Mark Kelso FS - 37 Nate Odomes CB - 27 David Pool CB - 24 Kurt Schulz FS - 28 Thomas Smith CB - 25 Mickey Washington CB - 29 James Williams CB Special Team - 2 Steve Christie K - 9 Chris Mohr P Lista delle riserve - 47 Kirby Jackson CB (IR) |
| Legenda - I rookie sono in corsivo. - Il primo ruolo è il principale mentre gli eventuali successivi indicano i ruoli secondari. - (IR) sta per Injured Reserve ed indica la lista ristretta per un solo giocatore infortunato che può tornare ad allenarsi dopo la settimana 6 e a rientrare in prima squadra dopo che questa ha giocato 8 partite. - (NF-Inj.) / (NF-Ill.) stanno rispettivamente per Non-Football Injured e Non-Football Illness ed indicano le liste dove viene inserito un giocatore che ha un infortunio o una malattia non dipendente dal football americano. - (PUP) sta per Physically Unable to Perform ed indica la lista dove viene inserito un giocatore mentre è in attesa di recuperare la condizione fisica. Nella stagione regolare dopo la sesta partita giocata dalla propria squadra, il giocatore ha tempo tre settimane per riprendere ad allenarsi, più tre settimane aggiuntive dal suo rientro agli allenamenti per rientrare in prima squadra. |

Fonte:

## Calendario
| Stagione regolare |                    |                         |                      |                    |                    |                    |
| Turno             | Data               | Avversario              | Stadio               | Punteggio          | Record             | Pubblico           |
| 1                 | 5 settembre 1993   | New England Patriots    | Rich Stadium         | V 38–14            | 1–0                | 79,751             |
| 2                 | 12 settembre 1993  | at Dallas Cowboys       | Texas Stadium        | V 13–10            | 2–0                | 63,226             |
| 3                 | Settimana di pausa | Settimana di pausa      | Settimana di pausa   | Settimana di pausa | Settimana di pausa | Settimana di pausa |
| 4                 | 26 settembre 1993  | Miami Dolphins          | Rich Stadium         | S 22–13            | 2–1                | 79,635             |
| 5                 | 3 ottobre 1993     | New York Giants         | Rich Stadium         | V 17–14            | 3–1                | 79,283             |
| 6                 | 11 ottobre 1993    | Houston Oilers          | Rich Stadium         | V 35–7             | 4–1                | 79,613             |
| 7                 | Settimana di pausa | Settimana di pausa      | Settimana di pausa   | Settimana di pausa | Settimana di pausa | Settimana di pausa |
| 8                 | 24 ottobre 1993    | at New York Jets        | The Meadowlands      | V 19–10            | 5–1                | 71,541             |
| 9                 | 1º novembre 1993   | Washington Redskins     | Rich Stadium         | V 24–10            | 6–1                | 79,106             |
| 10                | 7 novembre 1993    | at New England Patriots | Foxboro Stadium      | V 13–10            | 7–1                | 54,326             |
| 11                | 15 novembre 1993   | at Pittsburgh Steelers  | Three Rivers Stadium | S 0–23             | 7–2                | 60,265             |
| 12                | 21 novembre 1993   | Indianapolis Colts      | Rich Stadium         | V 23–9             | 8–2                | 79,101             |
| 13                | 28 novembre 1993   | at Kansas City Chiefs   | Arrowhead Stadium    | S 7–23             | 8–3                | 74,452             |
| 14                | 5 dicembre 1993    | Los Angeles Raiders     | Rich Stadium         | S 24–25            | 8–4                | 79,478             |
| 15                | 12 dicembre 1993   | at Philadelphia Eagles  | Veterans Stadium     | V 10–7             | 9–4                | 60,769             |
| 16                | 19 dicembre 1993   | at Miami Dolphins       | Joe Robbie Stadium   | V 47–34            | 10–4               | 71,597             |
| 17                | 26 dicembre 1993   | New York Jets           | Rich Stadium         | V 16–14            | 11–4               | 70,817             |
| 18                | January 2, 1994    | at Indianapolis Colts   | Hoosier Dome         | V 30–10            | 12–4               | 43,028             |

## Playoff
| Playoff          |                 |                         |              |           |          |
| Turno            | Data            | Avversario              | Stadio       | Punteggio | Pubblico |
| Divisional       | 15 gennaio 1994 | Los Angeles Raiders (4) | Rich Stadium | V 29–23   | 61,923   |
| AFC Championship | 23 gennaio 1994 | Kansas City Chiefs (3)  | Rich Stadium | V 30–13   | 76,642   |
| Super Bowl       | 30 gennaio 1994 | vs. Dallas Cowboys (N1) | Georgia Dome | S 13–30   | 72,817   |

## Classifiche
| AFC East             |    |    |   |      |     |     |     |
|                      | V  | S  | P | %    | PF  | PS  | STR |
| (1) Buffalo Bills    | 12 | 4  | 0 | .750 | 329 | 242 | V4  |
| Miami Dolphins       | 9  | 7  | 0 | .563 | 349 | 351 | S5  |
| New York Jets        | 8  | 8  | 0 | .500 | 270 | 247 | S3  |
| New England Patriots | 5  | 11 | 0 | .313 | 238 | 286 | V4  |
| Indianapolis Colts   | 4  | 12 | 0 | .250 | 189 | 378 | S4  |